# 1988年马来西亚司法危机
1988年马来西亚司法危机（或称为1988年马来西亚宪政危机）是指一系列发生在马来西亚的宪政危机，其可追溯到1987年巫统（UMNO）的党选开始，直到最高法院主席（Lord President of the Supreme Court）沙列阿巴斯以及两位最高法院大法官被革除职务为止。马来西亚联邦政府依据《马来西亚联邦宪法》奉行三权分立制度，而最高法院作为司法的最高机构，在1988年司法危机前相当独立，其运作完全不受行政机构以及立法机构的干扰。普遍上被人们认为是司法机构独立终结的时代是在马来西亚时任首相马哈迪于1988年5月革除最高法院主席沙列阿巴斯的职务后开始。此次事件也削弱了马来西亚司法机构的权力。
自1988年以来，马来西亚联邦政府前后曾被多次要求对这起司法危机期间其所作出的决定给予解释和审查。2008年，新上任的法律事务部长再益·依布拉欣说，联邦政府必须向那些被解雇的法官公开道歉，并称联邦政府在1988年期间所作的决定「不适当」。不久之后，时任首相阿都拉·巴达威将这起司法危机称为「国家至今从未恢复过的危机」，并宣布对被解雇和中止的法官给予特惠赔偿。

## 司法干预政治纠纷

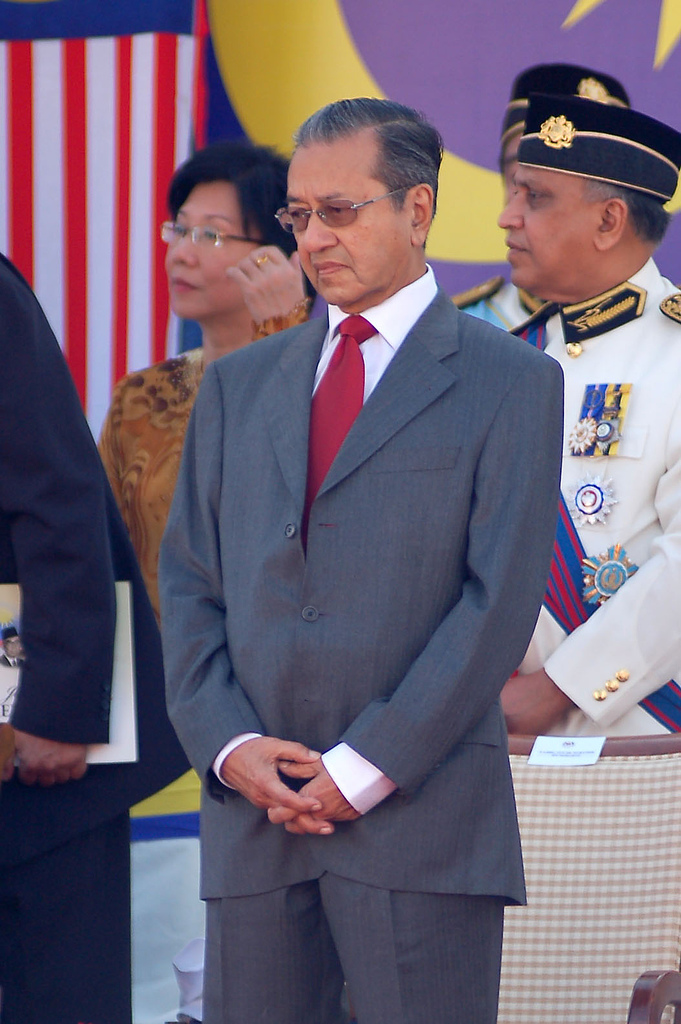
马哈迪·莫哈末，第四任与第七任马来西亚首相

1987年，巫统（当时的执政联盟国民阵线的最大成员党）举办党选。本次党选也是十二年以来第一次，现任党主席马哈迪面对来自东姑拉沙里的挑战。这场激烈的党选将会有1,500名来自全国各地的巫统支部代表，共同选出巫统的新一任党领导层。在党选结束后不久的巫统大会上，有传言称东姑拉沙里将获胜。然而，官方的结果显示马哈迪以微差43票（即761票对718票）胜出。同属马哈迪派系的副主席候选人之一嘉化·峇峇也成功击败了来自拉沙里派系的慕沙希淡，巫统最高理事会的25个席位中的16个也由马哈迪派系继续牢牢掌控。
东姑拉沙里的支持者对党选感到不满，而马哈迪在改组内阁后将所有东姑拉沙里派系的内阁成员从内阁中革职。不久后，12名巫统党员向高等法院提出诉讼，要求法院命令巫统领导层撤销党选结果。控方指称，78名参与投票的代表是由那些没有在社团注册局登记的巫统支会挑选的，依据社团注册局法令，他们并没有资格投票。此外，控方也声称巫统内与党选有关的某些文件被「篡改」。尽管东姑拉沙里并不是十二名原告之一，但普遍相信他从后支持这起诉讼。
案件审讯期间，12名原告中其中一人退出了案件，而高等法院最终给了两方在两周的期限内达成庭外和解。此后，巫统最高理事会宣布成立「巫统团结小组」（"UMNO Unity Panel"）处理此次纷争。然而，来自东姑拉沙里派系的党员与来自马哈迪派系的党员无法就纷争达成共识。其中东姑拉沙里要求举行重选，但马哈迪坚持不让步并称如果该11名党员愿意撤销控状，他们将可继续留在巫统内。于是，庭外和解的谈判宣告破裂，11名原告要求法庭做出裁决。
11名原告（「巫统十一」；"UMNO 11"）的决定相对而言不利于马哈迪，这是因为马哈迪先前曾以行政机构首脑的身份多次与司法机构发生冲突。在这之前，马哈迪也曾因撤销两名批评联邦政府的外国记者的工作许可证被最高法院裁定违法。于是，马哈迪开始对司法机构进行激烈的批评和抨击。
司法机构曾说：「虽然你们（政府和国会）通过一项法律是出于某种考虑，但我们认为你们的想法是错误的，我们想给出我们的解释。」 那如果我们（政府和国会）不同意，法院会说：「我们将解释您的分歧。」 如果我们（政府和国会）继续这样做，我们将失去立法权。
（英语原文：The judiciary says, 'Although you passed a law with a certain thing in mind, we think that your mind is wrong, and we want to give our interpretation.' If we disagree, the Courts will say, 'We will interpret your disagreement.' If we (the Government and Parliament) go along, we are going to lose our power of legislation.）
马哈迪还抨击「那些Black Sheet（害群之马，意指最高法院大法官们）……想成为……非常独立的人」，并指责大法官们玩弄舆论。紧接着在这一声明之后，联邦政府再次向不同部门分配了几名高等法院法官，其中包括当时正在审讯巫统案件的法官哈伦哈欣。但是，由于案件审讯仍在进行中，因此哈伦哈欣的任命在案件结案之前不会生效。
哈伦被迫就「巫统十一」（"UMNO 11"）的案件作出最后的裁决。虽然控方提出的大多数证据都没有争议，但巫统领导层的辩护律师认为，「巫统内并非所有可能的补救措施都已经用尽」。然而，控方坚持认为，该次党选至少有30个未或社团注册局注册的支会派代表参加巫统党选，而这足以使党选结果无效。最终，哈伦哈欣以《1966年社团法令》第41条文驳回辩方的请求。该法令规定任何社团如果其任何分支机构未在社团注册处登记，就会自动变成「非法」。最终，哈伦哈欣法官裁定巫统是「非法政党」，这也表示任何在1987年由巫统所举办的党选都均为无效。
如果旧法律存在...（可以）适用普通法原则，但似乎国会为了确保严格遵守法律，使这一规定看起来很苛刻。
（英语原文：If the old law was in existence... (one could) apply the common law principle, but here it seems the Parliament, to ensure strict compliance with the law, has made this provision look harsh.）
法院的裁决公布后，马哈迪立即向所有巫统党员保证，法院的判决只是「轻微的技术性问题」，巫统将很快恢复到合法地位。此外，马哈迪也向马来西亚民众表示法院的判决丝毫不影响他作为首相的地位，除非国会通过对首相的不信任动议方能促使他离职。
在法院所宣判巫统为「非法政党」后的两周内，马哈迪宣布社团注册局已批准新巫统（UMNO Baru）的注册。新巫统的领导层几乎完全由马哈迪派系的党员组成，而他们也在接下来的几个月时间将「旧巫统」的资产等转移到新巫统。「巫统十一」也向最高法院提出上诉，要求最高法院让「旧巫统」举行新的党选并恢复其合法地位。但是，他们的上诉遭最高法院驳回。东姑拉沙里随后决定组建一个以“1946年的精神”为重点的新政党（1946年为巫统成立的那一年）。而新巫统后来决定将该党名称从「新巫统」更改为「巫统」，并声称自己是巫统的真正继承者。东姑拉沙里则宣布新党的名称为「四六精神党」（"Semangat 46"）。

## 司法机构与行政和立法机构的冲突

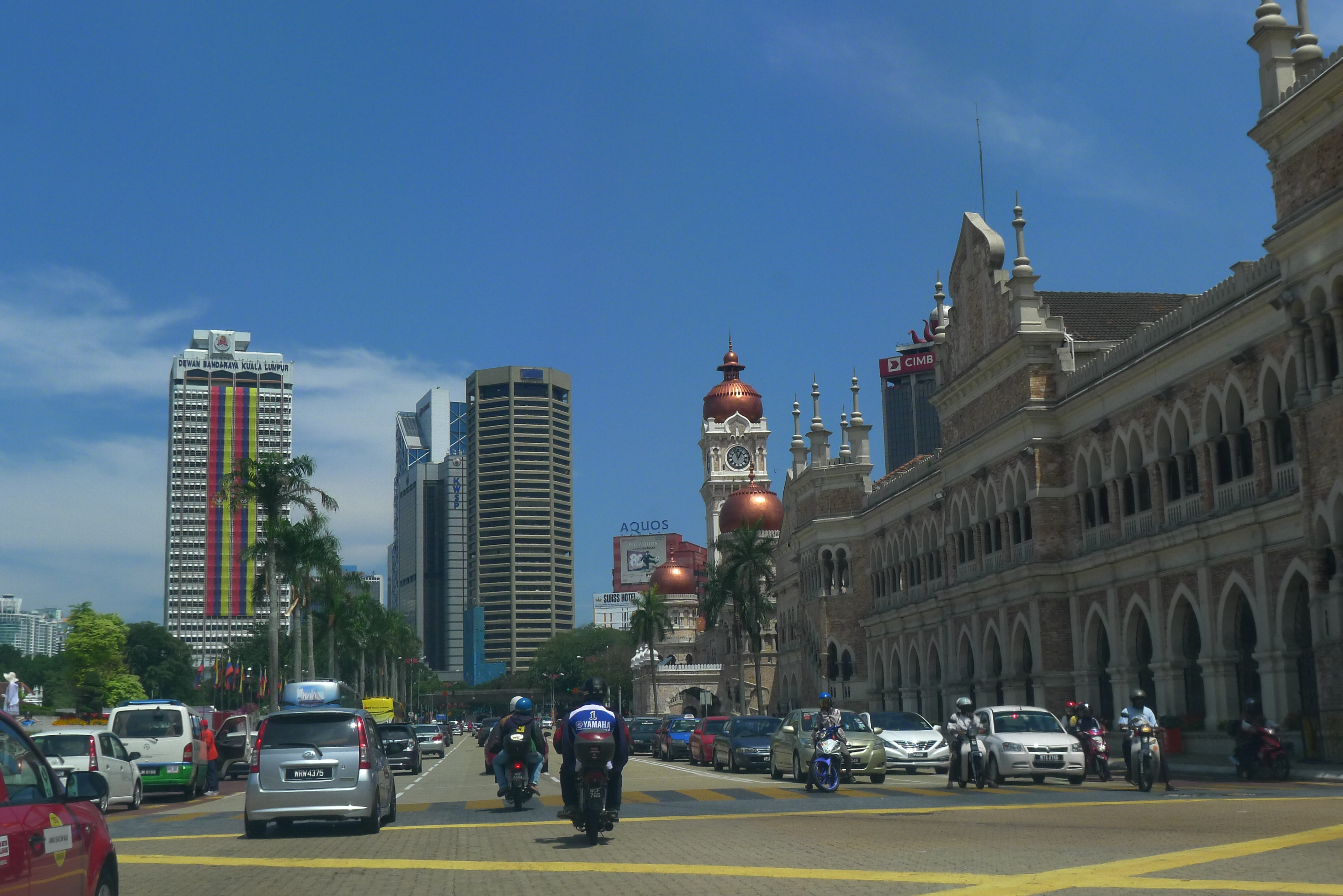
苏丹阿都沙末大厦，1988年时最高法院所在地

「巫统十一」案件只是其中一个令马哈迪和政府不满司法机构的事件。上诉所提到的马哈迪撤销两名外国记者的工作许可证事件可追溯到1980年代。当时来自亚洲华尔街日报的2名记者（分别是约翰伯特尔森和拉斐尔普拉）撰写了一系列有关马来西亚政府官员的道德问题和可疑的法律性质的金融交易的文章。之后，发表这些文章的两名亚洲华尔街日报记者立即被政府禁止出境，马哈迪更以首相兼内政部长的身份取消了这两名外国记者的工作许可证。然而，最高法院裁定马哈迪取消两名外国记者的工作许可证属非法和无效的，亚洲华尔街日报的出版禁令也随即被最高法院撤除。
在另一起案件中，最高法院使用了宪法所赋予其司法审查的权力，取消了国会通过的《刑事诉讼法》（Criminal Procedure Code）的修正案，该法案修正案赋予总检察长拥有在高等法院提起刑事诉讼的权力，而无需先到裁判法院。在茅草行动后，联邦政府曾根据内安法令拘留了几名未经审判的政治异议人士。高等法院随后因政府的拘留方式等争议，接受卡巴星的申请，谕令政府立即释放这些政治异议人士。

## 宪法修正案

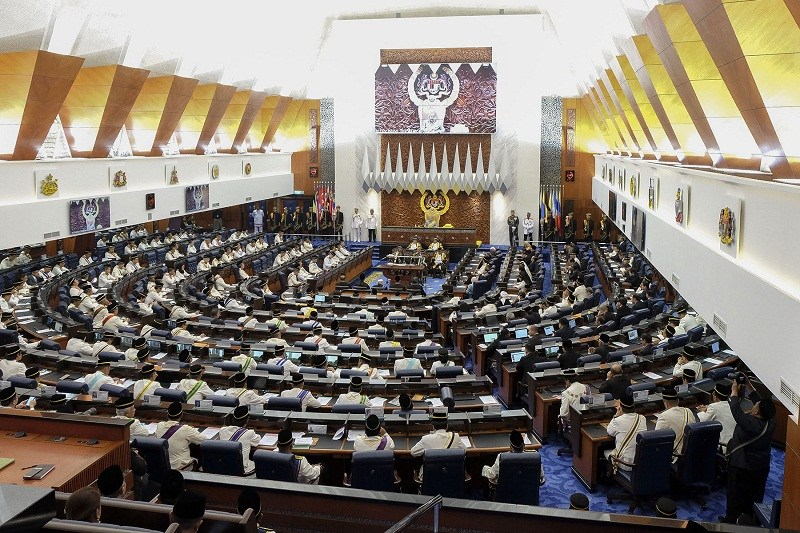
马来西亚国会下议院

随后一周，马哈迪正式向国会下议院提呈一系列的宪法修正案，这些宪法修正案皆要削弱《马来西亚联邦宪法》中「联邦司法的权力」所赋予司法机关的权力。新的宪法修正案限制司法机关只能行使「联邦法律所赋予的权力」。经过多日的辩论后，这份宪法修正案最终获得执政党占绝对多数的国会以超过三分二议员的支持，达修宪门槛，顺利通过。
……法院已经决定，我们在执行法律时，受法院的解释之约束，而不是受当初国会制定这些法律的原因之约束……而近来，司法机构已经认为他们可以触及以前被视为完全属于行政机构管辖范围内的事项（意指司法机构已经越界）。
（英语原文：……the courts have decided that in enforcing the law they are bound by their interpretations and not by the reasons for which Parliament formulated these laws ... lately the judiciary had seen fit to touch on matters which were previously regarded as solely within the executive's jurisdiction.）
在国会通过修宪前，最高法院主席沙列阿巴斯受到其他法官的压力，要求对政府的行动作出回应。于是，沙列阿巴斯决定和全体最高法院以及高等法院的20名法官在首都吉隆坡召开一场会议商谈如何回应政府的行动。在会议上，法官们一致通过同意不公开回应马哈迪对司法机构的批评。相反，他们决定由最高法院主席撰写一封机密信件给最高元首陛下和马来统治者殿下们以表达了他们的处境和不满。该信函指出，司法机构一直在马来西亚的三权分立下扮演着平衡权力的重要角色，法官们对首相马哈迪因反对司法机构所作出的各种抨击和指责表示失望，但他们并未要求马来统治者们对政府采取具体行动，而是希望这些所有针对司法机构所做出的毫无根据的指控应被立即停止。

## 最高法院主席与2名大法官遭革职
1988年，最高法院主席沙列阿巴斯被时任首相马哈迪以不正当行为为由控上仲裁庭。本次的审讯由仲裁庭法官敦哈密奥玛主持审理。随后，沙列阿巴斯向吉隆坡高等法院提起诉讼，质疑仲裁庭的合宪性。在进行诉讼的同时，沙列阿巴斯曾在1988年7月4日前向高等法院申请暂停仲裁庭对他的审讯，但该请求被驳回。
但随后，最高法院的5名法官推翻高等法院的决定，批准了沙列阿巴斯所申请的暂停令，并谕令仲裁法庭需立即暂停审讯。在接到最高法院的庭令后，沙列阿巴斯的代表律师立即前往法院欲向正在进行审讯的仲裁庭主席提交暂停令。然而，通往法庭的大门被锁上，沙列阿巴斯的代表律师不得不打电话进入法庭。最终，最高法院的庭令顺利被提交给仲裁庭主席，审讯被谕令暂停。
审讯被谕令暂停后不久，5位批准暂停令的最高法院法官随后被勒令休假，这5位法官是：
- 丹斯里阿兹米卡玛鲁丁
- 丹斯里尤索夫阿都卡迪
- 丹斯里旺韩沙莫哈末沙烈
- 丹斯里旺苏莱曼巴宛德
- 拿督佘景成（George Seah）

5名最高法院法官被勒令休假也间接导致了最高法院无法正常运作，因而无法再挑战仲裁庭的合宪性。随后，最高法院主席沙列阿巴斯正式被革除职务，而5位被勒令休假的法官中有两名也随后被革职。沙列阿巴斯被革除职务后，政府通过提名让最高元首陛下委任了数名法官以填补最高法院法官们被革职后的数个空缺，但马来西亚律师公会拒绝承认新的最高法院主席，并质疑其合法性。

## 评价
马哈迪的一系列行动受到马来西亚第一任首相东姑阿都拉曼的批评。在纽约时报的一篇文章中，东姑阿都拉曼对这些行为表示「感到厌恶」，并批评马哈迪破坏独立建国以来的三权分立。然而，东姑阿都拉曼的观点受到当时的教育部长安华的批评，安华当时称东姑阿都拉曼是「一位曾经尽力而为的伟大老人」。
马哈迪的支持者则认为，司法机构和法官们长期受到「英殖民文化」的影响，而马哈迪成功将马来西亚的司法机构从「英殖民主义的思想和规范」中解放。他们也称，这些法官滥用公共资金支付个人开支，例如从意大利购买豪华家具。一些马哈迪的支持者更声称，解雇这些受「英殖民文化」影响的法官们有助于提高法院的运作效率。
2006年9月12日，民主行动党国会领袖林吉祥在其部落格曾就1988年司法危机发表了一份名为「1988年司法危机－为何要重新检讨？」的文章。文章中林吉祥抨击马哈迪持续的破坏司法，并指遭到羞辱的3名法官必须获得平反。
2006年9月25日，沙列阿巴斯揭露5项证据，印证当时以马哈迪为首的政府用尽手段要迫使他离职。他希望公开许多当年不为人知的证据，以促使时任首相署部长纳兹里向内阁提出检讨1988年司法危机的建议，还原历史的真相。

## 呼吁重新审视的声音

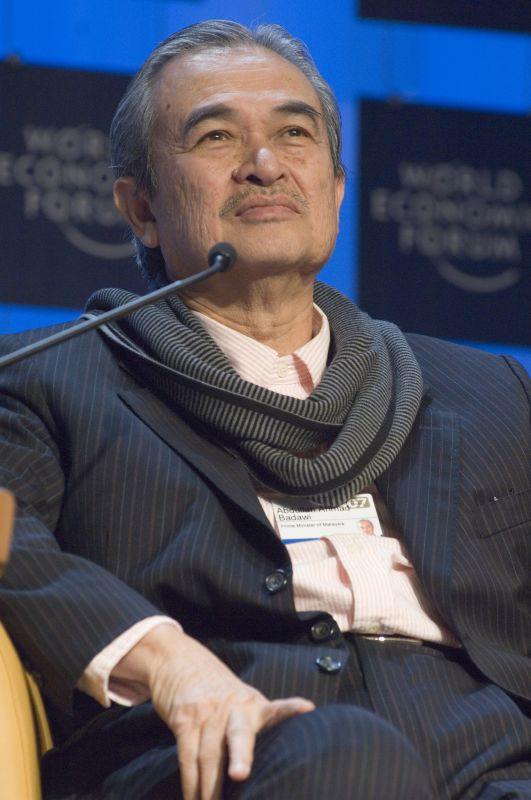
阿都拉·巴达威，第5任马来西亚首相

2003年，马哈迪宣布辞去首相职务，并由阿都拉·巴达威接替他成为下一任首相。2006年，马哈迪因不满阿都拉巴达威取消他的许多发展计划而开始批评阿都拉巴达威的施政，两者之间的关系变得紧张。在此期间，许多人开始呼吁司法机构以及联邦政府重新审查1988年司法危机期间联邦政府所做的决定，其中沙列阿巴斯是支持重新审查的倡导者之一。然而，联邦政府驳回了这项诉求，其中首相署部长纳兹里表示说他不认为这个案子有重新审查的需要。
在2008年马来西亚大选后，国阵首次失去国会下议院三分之二的议席数量。于是，阿都拉巴达威改组了他的内阁。新上任的法律事务部长再益·依布拉欣说，联邦政府必须向那些被解雇的法官公开道歉，并将其称为他的三个主要目标之一。但是，他同时也不认同重新审查1988年司法危机期间联邦政府所做的决定。马来西亚律师公会则欢迎并支持联邦政府对1988年司法危机期间联邦政府所做的决定进行重新审视，而时任国内贸易和消费者事务部长沙里尔则认为政府应该直接对当时的最高法院主席道歉。
在世人看来，司法危机削弱了我们的司法系统……我不是建议我们重新调查这起案件。我是说，每个人、全世界都清楚，前任政府犯下了严重的错误。而且我相信首相非常勇敢地说我们对这些人做错了，我们很抱歉。
（英文原文：In the eyes of the world, the judicial crisis has weakened our judiciary system. ... I am not suggesting that we re-open the case. I am saying that it's clear to everyone, to the world, that serious transgressions had been committed by the previous administration. And I believe that the PM (Prime Minister) is big enough and man enough to say that we had done wrong to these people and we are sorry.）
再益依布拉欣的言论很快被马来西亚律师公会前主席库马·拉斯瓦米的批评，他认为马哈迪政府应对1988年司法危机负上所有责任，而非阿都拉巴达威政府，强调马哈迪政府的行为是「对独立正义圣殿的亵渎行为」。此外，他还建议联邦政府赔偿当年被解雇的3位法官，因为联邦政府已不可能将这3位法官复职。国会反对党议员兼律师卡巴星则认为现任政府对当年的事件公开道歉并不是一项明智的决定；相反，他建议国会应成立一个皇家委员会重新审查当年的事件。数日后，马来西亚媒体《马来西亚局内人》引述知情人士指出，政府内阁不通过该提案，并指出如果现任政府承认当年政府做出不当行为可能会承担法律责任。而再益依布拉欣事后则对外宣称该提案仍在考虑中。
2008年4月，时任首相阿都拉巴达威在一场包含律师公会会员以及反对党民联议员在内的600人晚宴上承认了1988年司法危机对马来西亚造成负面影响：
在很大程度上，1988年的事件加剧了我们关于如何继续前进的分歧……我可以问心无愧地说，我保证将继续遵守三权分立的原则，把司法的事情留给司法机构。然而，1988年事件的后果一直困扰着我们直到今天……对许多人来说，1988年的事件是国家司法系统的剧变。不管是对是错，许多人都对相关诉讼的合法性和道德性提出了质疑。就我个人而言，我觉得这是国家一个从未完全恢复的危机时期。
（英语原文：To a large extent, the events of 1988 have fueled much of the disagreement on how to move on. ... I can say with a clear conscience that I abided and will continue to abide by the principle of separation of powers, leaving the matter of justice to the judiciary. And yet the legacy of 1988 haunts us until today. ... For many, the events of 1988 were an upheaval of the nation's judicial system. Rightly or wrongly, many disputed both the legality and morality of the related proceedings. For me, personally, I feel it was a time of crisis from which the nation never fully recovered.）
随后，阿都拉巴达威宣布联邦政府将会支付一笔善意的赔偿金给当年被解雇的法官们，但他同时也强调他并非要将那些法官们的贡献、痛苦和损失兑换成单纯的金钱。然而，阿都拉巴达威依旧拒绝为1988年司法危机做出明确的道歉或以其他方式对其进行审查，他称这些做法将会「延长危机感」。此外，阿都拉巴达威宣布他将成立一个司法任命委员会，作为他改革司法体系计划的一部分，而该委员会将会委任沙列阿巴斯和阿兹米卡玛鲁丁（当年被革职的其中2位法官）担任成员。

## 2018年：马哈迪的新立场
2018年1月，离开巫统加盟反对党阵线后的马哈迪再次否认当年是他决定罢免沙列阿巴斯和其他法官，并声称这是由时任最高元首苏丹伊斯干达陛下所下达的命令。他也表示自己准备在古兰经上发誓，以证明当时他的名字被时任总检察长阿布达立滥用，以便让下达命令的苏丹伊斯干达陛下远离纷争和指责。他还声称他曾看过一封有关苏丹伊斯干达陛下对沙列阿巴斯的批评的信，但他说这封信已经丢失。此外，他还认为，沙列阿巴斯被撤职是由于苏丹伊斯干达陛下对沙列阿巴斯写给陛下的一封信而不满引起的，该信是投诉有关统治者们的私人住宅的施工噪音。
……不幸的是，为了维护时任最高元首的名誉，当时的总检察长利用我的名字，说是我下令的，但我完全没有干预这件事。我事后才知道他利用我的名义，说我叫他革职（沙列阿巴斯），我没革职他。我敢于踏入清真寺，以可兰经发誓……是时任最高元首发出的指示。不过，现在这份信函肯定被隐藏起来。沙列阿巴斯回函时任最高元首投诉（时任最高元首私邸装修）噪音扰民，这封信也发给了各州统治者。时任最高元首非常愤怒，要我革职沙列阿巴斯。我说不可以革职，如果要革职，得有仲裁庭。时任最高元首说，就成立仲裁庭。所以我根据最高元首合法权力行事，我自己不可以。
（马来语原文：...... Unfortunately, in order to save the good name of the Yang di-Pertuan Agong, the AG that time guna nama saya konon saya suruh, saya tak campur tangan langsung. Kemudian baru saya tahu yang dia guna saya konon suruh dia pecat, saya tak suruh. Saya berani junjung Quran, masuk masjid dan bersumpah ...... Yang suruh, Yang di-Pertuan Agong. But now of course, the letter has been hidden. Letter returned by Salleh Abbas kepada Yang di-Pertuan Agong complained pasal bising, dan letter itu juga dihantar kepada semua Raja-raja, dan Yang di-Pertuan Agong amat marah, amat murkah, minta saya buang Salleh Abas. Saya kata tak boleh buang, kalau nak buang kena ada tribunal. Agong kata buat tribunal. So I was doing things only the Agong can legitimate, saya sendiri tak boleh buat.）
前总检察长阿布达立同意马哈迪不应为沙列阿巴斯的解雇附上责任。奥斯曼澄清说，他本人当时看到苏丹依斯干达陛下亲自签署的解雇命令，要求首相马哈迪解雇沙列阿巴斯，并就程序向首相提出建议。但他也否认了马哈迪声称当时他滥用马哈迪的名字以便让苏丹伊斯干达陛下远离纠纷和指责。阿布达立同时认为，依据《马来西亚联邦宪法》，首相和总检察长没有权力解雇最高法院主席，马哈迪当年只是依照苏丹伊斯干达陛下的命令，通过宪法的条款和渠道解雇沙列阿巴斯。
……敦马哈迪不是那位发起和革职敦沙列阿巴斯的人，这是事实。他是在时任最高元首已故苏丹依斯干达的命令下行动的。我看到了那张最高元首亲笔写的纸条，由他给首相署名，命令他革除敦沙列阿巴斯的最高法院主席职位，并任命丹斯里哈密奥玛为新的最高法院主席……如果没有仲裁庭，你不能罢免在任的最高法院主席。因此，正如我所说，敦马哈迪罢免或希望罢免沙烈阿巴斯的指控是不正确的。他只是服从时任最高元首的命令。我在他不知情的情况下使用他的名字是不正确的，因为我必须使用他的名字和办公室来设立仲裁庭。
（英语原文：…… it was not Tun Mahathir who initiated or the one who removed Tun Salleh, that's a fact. He was acting on the command of the Yang di-Pertuan Agong Almarhum Sultan Iskandar. I saw the notes, in the handwriting of the Yang di-Pertuan Agong, signed by him to the Prime Minister, commanding that he remove Tun Salleh as Lord President and appoint Tan Sri Hamid Omar as the new Lord President …… If there is no tribunal, you can't remove a sitting Lord President. So as I said, it's not true that Tun Mahathir removed or wanted Salleh Abas to be removed. He is only comply with the command of the Yang di-Pertuan Agong. It's not true that I used his name without his knowledge because I have to use his name and office for the purpose setting up the tribunal.）